# Talac (biljni rod)
Bukvica (talac, marulja, gorska metvica, lat. Clinopodium, sinonimi: Calamintha, Acinos), rod od preko 190 vrsta biljaka iz porodice medićevki raspršen po svim svim kontinentima osim Australije.
U Hrvatskoj raste velecvjetna gorska metvica i obična gorska metvica s dvije podvrste, a poznata je i kao čepić (pahuljasti talac; C. vulgare L.), koja je nekada uključivana u rod Calamintha (marulja, gorska metvica). U Hrvatskoj postoje i dvije podvrste alpske marulje, jedna od njih je vričak majoranolisni.
Hrvatski nazivi marulja i gorska metvica odnosili su se na sada nepriznati rod Calamintha, rod Acinos također je imao hrvatski naziv marulja, a danas su oba ova roda postali sinonimi za rod Clinopodium, u hrvatskom označavan kao talac ili bukvica. Hrvatski naziv marulja dan je i rodu tetrljan, Marrubium.

## Vrste
1. Clinopodium abchasicum Melnikov
2. Clinopodium abyssinicum (Benth.) Kuntze
3. Clinopodium acinos (L.) Kuntze
4. Clinopodium acutifolium (Benth.) Govaerts
5. Clinopodium adzharicum Melnikov
6. Clinopodium album (Waldst. & Kit.) Bräuchler & Govaerts
7. Clinopodium alexeenkoi Melnikov
8. Clinopodium alpestre (Urb.) Harley
9. Clinopodium alpinum (L.) Kuntze
10. Clinopodium amabile Melnikov
11. Clinopodium amissum (Epling & Játiva) Harley
12. Clinopodium argenteum (Kunth) Govaerts
13. Clinopodium arkansanum (Nutt.) House
14. Clinopodium ashei (Weath.) Small
15. Clinopodium atlanticum (Ball) N.Galland
16. Clinopodium austroosseticum Melnikov
17. Clinopodium axillare (Rusby) Harley
18. Clinopodium banaoense (P.Herrera, I.E.Méndez & Bécquer) Melnikov
19. Clinopodium barosmum (W.W.Sm.) Bräuchler & Heubl
20. Clinopodium batumiense Melnikov
21. Clinopodium betulifolium (Boiss. & Balansa) Kuntze
22. Clinopodium bolivianum (Benth.) Kuntze
23. Clinopodium brevicalyx (Epling) Harley & A.Granda
24. Clinopodium breviflorum (Benth.) Govaerts
25. Clinopodium brevifolium (Wahlenb.) Bräuchler & Hjertson
26. Clinopodium brownei (Sw.) Kuntze
27. Clinopodium bucheri (P.Wilson) Harley
28. Clinopodium calamintha (L.) Kuntze
29. Clinopodium candidissimum (Munby) Kuntze
30. Clinopodium canescens (J.Presl) Melnikov
31. Clinopodium capitellatum (Benth.) Kuntze
32. Clinopodium caricum (P.H.Davis) Bräuchler & Heubl
33. Clinopodium caroli-henricanum (Kit Tan & Sorger) Govaerts
34. Clinopodium carolinianum Mill.
35. Clinopodium caucasicum Melnikov
36. Clinopodium cercocarpoides (Epling) Govaerts
37. Clinopodium chandleri (Brandegee) P.D.Cantino & Wagstaff
38. Clinopodium chilense (Benth.) Govaerts
39. Clinopodium chinense (Benth.) Kuntze
40. Clinopodium cilicicum (Hausskn. ex P.H.Davis) Bräuchler & Heubl
41. Clinopodium cirenianum S.S.Ying
42. Clinopodium clivorum (Epling) Govaerts
43. Clinopodium coccineum (Nutt. ex Hook.) Kuntze
44. Clinopodium colchicum Melnikov
45. Clinopodium congestum (Boiss. & Hausskn.) Kuntze
46. Clinopodium corsicum (Pers.) Govaerts
47. Clinopodium creticum (L.) Kuntze
48. Clinopodium cuifengense S.S.Ying
49. Clinopodium cylindristachys (Epling & Játiva) Govaerts
50. Clinopodium dalmaticum (Benth.) Bräuchler & Heubl
51. Clinopodium darwinii (Benth.) Kuntze
52. Clinopodium debile (Bunge) Kuntze
53. Clinopodium dentatum (Chapm.) Kuntze
54. Clinopodium deprehensum Melnikov
55. Clinopodium discolor (Diels) C.Y.Wu & S.J.Hsuan ex H.W.Li
56. Clinopodium dokanicum Dirmenci; opisana 2024.
57. Clinopodium dolichodontum (P.H.Davis) Bräuchler & Heubl
58. Clinopodium domingense (Urb. & Ekman) Govaerts
59. Clinopodium douglasii (Benth.) Kuntze
60. Clinopodium dumetorum Melnikov
61. Clinopodium einseleanum (F.W.Schultz) Peruzzi & F.Conti
62. Clinopodium ekmanianum (Epling & Alain) Harley
63. Clinopodium elegans Melnikov
64. Clinopodium eplingianum J.G.González, Martorell & García-Meza; opisana 2024.
65. Clinopodium euosmum (W.W.Sm.) Bräuchler & Heubl
66. Clinopodium fasciculatum (Benth.) Govaerts
67. Clinopodium fauriei (H.Lév. & Vaniot) H.Hara
68. Clinopodium flabellifolium (Epling & Játiva) Govaerts
69. Clinopodium foliolosum (Benth.) Govaerts
70. Clinopodium frivaldszkyanum (Degen) Bräuchler & Heubl
71. Clinopodium ganderi (Epling) Govaerts
72. Clinopodium gilanicum Melnikov
73. Clinopodium gilliesii (Benth.) Kuntze
74. Clinopodium glabellum (Michx.) Kuntze
75. Clinopodium gracile (Benth.) Kuntze
76. Clinopodium grandiflorum (L.) Kuntze
77. Clinopodium graveolens (M.Bieb.) Kuntze
78. Clinopodium griseum (Epling) Harley
79. Clinopodium hakkaricum Dirmenci & Firat
80. Clinopodium haraverianum J.G.Gonzílez, Figueroa & Velízquez-R.; opisana 2023.
81. Clinopodium helenae Melnikov
82. Clinopodium heterotrichum (Boiss. & Reut.) Govaerts
83. Clinopodium hintoniorum (B.L.Turner) Govaerts
84. Clinopodium hispidulum (Boiss. & Reut.) Govaerts
85. Clinopodium hohenackeri Melnikov
86. Clinopodium hydaspidis (Falc. ex Benth.) Kuntze
87. Clinopodium integerrimum Boriss.
88. Clinopodium italicum (Huter) Bräuchler
89. Clinopodium jacquelinae Schmidt-Leb.
90. Clinopodium jaliscanum (McVaugh & R.Schmid) Govaerts
91. Clinopodium jamesonii (Benth.) Govaerts
92. Clinopodium javanicum (Blume) I.M.Turner
93. Clinopodium junctionis (Epling & Játiva) Govaerts
94. Clinopodium kallaricum (Jamzad) Bordbar
95. Clinopodium kilimandschari (Gürke) Ryding
96. Clinopodium krupkinae Melnikov
97. Clinopodium kunashirense Prob.
98. Clinopodium kurachense Melnikov
99. Clinopodium lanceolatum Melnikov
100. Clinopodium latifolium (H.Hara) T.Yamaz. & Murata
101. Clinopodium laxiflorum (Hayata) K.Mori
102. Clinopodium libanoticum (Boiss.) Kuntze
103. Clinopodium loesenerianum (Mansf.) A.Granda
104. Clinopodium longipes C.Y.Wu & S.J.Hsuan ex H.W.Li
105. Clinopodium loshanense S.S.Ying; opisana 2023., privremeno prihvaćen naziv.
106. Clinopodium ludens (Shinners) A.Pool
107. Clinopodium macranthum (Makino) H.Hara
108. Clinopodium macrostemum (Moc. & Sessé ex Benth.) Kuntze
109. Clinopodium maderense (Henrard) Govaerts
110. Clinopodium majoranifolium (Mill.) Iamonico & Bogdanovic
111. Clinopodium maritimum (Benth.) Kuntze
112. Clinopodium matthewsii (Briq.) Govaerts
113. Clinopodium megalanthum (Diels) C.Y.Wu & S.J.Hsuan ex H.W.Li
114. Clinopodium menitskyi Melnikov
115. Clinopodium menthifolium (Host) Merino
116. Clinopodium mexicanum (Benth.) Govaerts
117. Clinopodium micranthum (Regel) H.Hara
118. Clinopodium micromerioides (Hemsl.) Govaerts
119. Clinopodium mimuloides (Benth.) Kuntze
120. Clinopodium minae (Lojac.) Peruzzi & F.Conti
121. Clinopodium mirum Melnikov
122. Clinopodium molle (Benth.) Kuntze
123. Clinopodium multicaule (Maxim.) Kuntze
124. Clinopodium multiflorum (Ruiz & Pav.) Kuntze
125. Clinopodium mutabile (Epling) Harley
126. Clinopodium myrianthum (Baker) Ryding
127. Clinopodium nanum (P.H.Davis & Doroszenko) Govaerts
128. Clinopodium neglectum Melnikov
129. Clinopodium nepalense (Kitam. & Murata) Bräuchler & Heubl
130. Clinopodium nepeta (L.) Kuntze
131. Clinopodium novorossicum Melnikov
132. Clinopodium nubigenum (Kunth) Kuntze
133. Clinopodium nummulariifolium (Boiss.) Kuntze
134. Clinopodium obovatum (Ruiz & Pav.) Govaerts
135. Clinopodium odorum (Griseb.) Harley
136. Clinopodium omeiense C.Y.Wu & S.J.Hsuan ex H.W.Li
137. Clinopodium pallidum (Epling) Govaerts
138. Clinopodium palmeri (A.Gray) Kuntze
139. Clinopodium pamphylicum (Boiss. & Heldr.) Govaerts
140. Clinopodium paradoxum (Vatke) Ryding
141. Clinopodium persicum Melnikov
142. Clinopodium pilosum J.R.I.Wood
143. Clinopodium piperitum (D.Don) Murata
144. Clinopodium plicatulum (Epling) Govaerts
145. Clinopodium pojarkovae Melnikov
146. Clinopodium polycephalum (Vaniot) C.Y.Wu & S.J.Hsuan
147. Clinopodium pomelianum Kuntze
148. Clinopodium procumbens (Greenm.) Harley
149. Clinopodium pulchellum (Kunth) Govaerts
150. Clinopodium pulegium (Rochel) Bräuchler
151. Clinopodium rankiniae I.E.Méndez
152. Clinopodium revolutum (Ruiz & Pav.) Govaerts
153. Clinopodium ritsaense Melnikov
154. Clinopodium robustum (Hook.f.) Ryding
155. Clinopodium rouyanum (Briq.) Govaerts
156. Clinopodium sandalioticum (Bacch. & Brullo) Bacch. & Brullo ex Peruzzi & F.Conti
157. Clinopodium sardoum (Asch. & Levier) Peruzzi & F.Conti
158. Clinopodium schusteri (Urb.) Govaerts
159. Clinopodium selerianum (Loes.) Govaerts
160. Clinopodium sericeum (C.Presl ex Benth.) Govaerts
161. Clinopodium sericifolium (Epling & Játiva) Govaerts
162. Clinopodium serpyllifolium (M.Bieb.) Kuntze
163. Clinopodium shaofengkouensis S.S.Ying
164. Clinopodium simense (Benth.) Kuntze
165. Clinopodium sirnakense (Firat & Akçiçek) Firat & Bräuchler
166. Clinopodium soczavae Melnikov
167. Clinopodium speciosum (Hook.) Govaerts
168. Clinopodium sphenophyllum (Epling) Govaerts
169. Clinopodium striatum (Ruiz & Pav.) Govaerts
170. Clinopodium suaveolens (Sm.) Kuntze
171. Clinopodium suborbiculare (Alain) Greuter & R.Rankin
172. Clinopodium syriacum Melnikov
173. Clinopodium talladeganum B.R.Keener & Floden
174. Clinopodium tauricolum (P.H.Davis) Govaerts
175. Clinopodium taxifolium (Kunth) Govaerts
176. Clinopodium taygeteum (P.H.Davis) Bräuchler
177. Clinopodium tenellum (Epling) Harley
178. Clinopodium tomentosum (Kunth) Govaerts
179. Clinopodium trapezuntinum Melnikov
180. Clinopodium troodi (Post) Govaerts
181. Clinopodium uhligii (Gürke) Ryding
182. Clinopodium umbrosum (M.Bieb.) K.Koch
183. Clinopodium vanum (Epling) Harley & A.Granda
184. Clinopodium vardarense (Šilić) Govaerts
185. Clinopodium vargasii (Epling & Mathias) Govaerts
186. Clinopodium vernayanum (Brenan) Ryding
187. Clinopodium vimineum (L.) Kuntze
188. Clinopodium vulgare L.
189. Clinopodium wardii (C.Marquand & Airy Shaw) Bräuchler
190. Clinopodium weberbaueri (Mansf.) Govaerts
191. Clinopodium woronowii Melnikov;
192. Clinopodium wulinianum S.S.Ying;
193. Clinopodium wutaianum S.S.Ying;
194. Clinopodium ×alboviride (Faure & Maire) Melnikov
195. Clinopodium ×bernhardtianum Starm.
196. Clinopodium ×cadevallii (Sennen) Starm.
197. Clinopodium ×conillii (Sennen) Starm.
198. Clinopodium ×hostii (Caruel) Bräuchler
199. Clinopodium ×mixtum (Ausserd. ex Heinr.Braun & Sennholz) Starm.
200. Clinopodium ×padureanum Rottenst.; Hrvatska
201. Clinopodium ×pillichianum (J.Wagner) Govaerts